# Фиброматоза
Фиброматоза је доброчудни (неканцерозни) тумор грађен од специјализованог типа везивног ткива званог фиброзно ткиво. У зависности од тога где се фиброматоза развија дели се у две категорије: туморе непосредно испод коже који се називају површинска фиброматоза и туморе који се развијају дубље у телу који се називају дубока фиброматоза.

## Етиологија
Иако тачан узрок фиброматозе није добро схваћен, претпоставња се да следећи фактори могу утицати на његову појаву и развоју:
| Фактори                        | Карактеристике |
| ------------------------------ | --- |
| Хормонски утицаји              | Сматра се да естроген (посебно код жена) игра улогу у расту неких врста фиброматозе, посебно дубоке фиброматозе. |
| Повреда                        | Неки случајеви фиброматозе се развијају на месту претходне повреде (нпр. код палмарне и плантарне фиброматозе). |
| Генетски фактори               | Неки облици фиброматозе, као што је дубока фиброматоза, повезани су са генетским синдромом који се назива породична аденоматозна полипоза (ФАП). Такви пацијенти су под већим ризиком од развоја дубоке фиброматозе. |
| Инфламаторни и имуни одговори  | У ову групу фактора спадају хронично запаљење или нарушени имуни одговори |
| Непознати (идиопатски) фактори | Највећи број случајевљ фиброматозе узрокован је непознатим (идиопатским) факторима. |

### Врсте фиброматозе

#### Површинска фиброматоза
Површинска фиброматоза се описује као „површни“ тумор јер се развијају непосредно испод коже, често у рукама или стопалима. Фиброматоза која се развије на длану, назива се се  палмарна фиброматоза или Дипитренова контрактура. Она на овој локацији може формирати тврде избочине на длану и наборати кожу, што отежава испруживање прстију. Она је  чешћа код старијих пацијената и може захватити обе руке.
Када се површинска фиброматоза развије на дну стопала назива се плантарна фиброматоза или Ледерхозова болест. 
Ако се  површинска фиброматоза развије на пенису (обично код мушкарце старије од 40 година) она носи назива се фиброматоза пениса или Пејронијева болест. 

#### Дубока фиброматоза
Дубока фиброматоза се описује као„дубоки“ тумори који почиње у зиду трбуха или ткивима која покривају унутрашње органе. Други називи за дубоку фиброматозу су дезмоидни тумор, агресивна фиброматоза, абдоминална фиброматоза, екстра-абдоминална фиброматоза и интраабдоминална фиброматоза. Који ће се назив користи зависи од тога где се у телу тумор налази.
Дубока фиброматоза се обично развија код тинејџера и младих одраслих, а тумор понекад може изазвати бол. Иако је дубока фиброматоза не-канцероген тумор, може поново израсти у истом подручју након операције. Ово се зове локални рецидив. Туморске ћелије у дубокој фиброматози се, међутим, неће ширити на друге делове тела, као што је познато да се ради о канцерима. Дубока фиброматоза може да се јави у породицама и види се у генетици синдроми, укључујући породични синдром аденоматозне полипозе (АПЦ)/Гарднеров синдром или породични дезмоидни синдром.
Неким врстама дубоке фиброматозе дају се посебно име на основу локације у телу где се тумор развија. Врсте дубоке фиброматозе укључују:
| Фиброматоза трбуха        | Развија се у или близу мишића у зиду абдомена код жена, обично током или након трудноће и може се развити у ожиљку од царског реза. |
| Вантрбушна фиброматоза    | Обично се развија у или близу мишића рамена, груди, леђа или бутине и може подједнако утицати на мушкарце и жене.                   |
| Унутартрбушна фиброматоза | Развија се у масти око црева или у карлици или задњем делу стомака (подручје које се назива ретроперитонеум).                       |

## Клиничка слика
Знаци и симптоми фиброматозе, који зависе од врсте и локације тумора, приказани су на доњој табели:
| Лоакација фиброматозе | Знаци и симптоми |
| --------------------- | --- |
| Дубока фиброматоза    | - Опипљива маса или квржица, често у трбушном зиду, раменима, рукама или ногама. - Бол или нелагодност у погођеном подручју. - Ограничено кретање или функционално оштећење, посебно ако је тумор близу зглобова или мишића. - Оток или упала у пределу тумора. |
| Палмарна фиброматоза  | - Чворови или квржице на длану. - Задебљане врпце ткива које могу изазвати контракцију или савијање прстију према длану. - Потешкоће у исправљању или потпуном испружању прстију.                                                                               |
| Плантарна фиброматоза | - Чворови или квржице у луку стопала. - Бол приликом ходања или стајања. - Потешкоће у ношењу ципела због неугодности. |
| фиброматоза пениса    | - Развој фиброзних плакова на пенису. - Закривљеност пениса током ерекције. - Бол током ерекције. - Еректилна дисфункција или потешкоће са сексуалним односом.                                                                                                  |

## Дијагноза
Дијагноза фиброматозе се обично поставља након што се мали комад тумора уклони у процедури која се зове а биопсија или након што се цео тумор уклони у процедури која се зове ан ексцизија. Ткиво се затим шаље патологу, који га прегледа под микроскопом. Понекад додатни тестови као нпр имунохистохемија или се може извршити молекуларно тестирање да би се потврдила дијагноза.
Пошто дубока фиброматоза може изгледати као други тумори који се развијају из фиброзног ткива, вашем патологу може бити тешко да постави дефинитивну дијагнозу дубоке фиброматозе са само малом количином ткива која се налази са биопсија. Међутим, ваш патолог може предложити ову дијагнозу као могућност вашем клиничару у извештају о патологији.

### Патохистологија
Када се посматра под микроскопом, и површинска и дубока фиброматоза обухвата дугу танку вретенасте ћелије које изгледају као ћелије које се налазе у нормалном фиброзном ткиву. Ове ћелије се називају фибробласти и миофибробласти и формирају а маса која расте у околна нормална ткива. Број ових ћелија фибробласта и миофибробласта у тумору се мења у зависности од његове старости. Дуговечни тумори обично имају мање ћелија.